# Conor Leahy
Conor Leahy (Perth, 16 de abril de 1999) é um ciclista australiano.

## Carreira
Na juventude, Leahy inicialmente jogou futebol . Ele começou a andar de bicicleta através do pai, que o atraiu para seus passeios com a promessa de café e bolo. Em 2014 ingressou no clube de ciclismo local.
Leahy tornou-se um especialista em modalidades de resistência na pista, onde conquistou nove títulos de campeonatos australianos e seis da Oceania de 2017 a 2024. Ele foi particularmente bem-sucedido na perseguição individual; nesta competição ele venceu o Campeonato Australiano cinco vezes consecutivas de 2020 a 2024. Ele se tornou um medalhista duplo da Commonwealth nos Jogos da Commonwealth de 2022 em Birmingham, onde conquistou o bronze nas provas individuais e em equipe. Nos Jogos Olímpicos de Verão de 2024, em Paris, conquistou a medalha de ouro na prova de perseguição por equipes.